# 楊炯

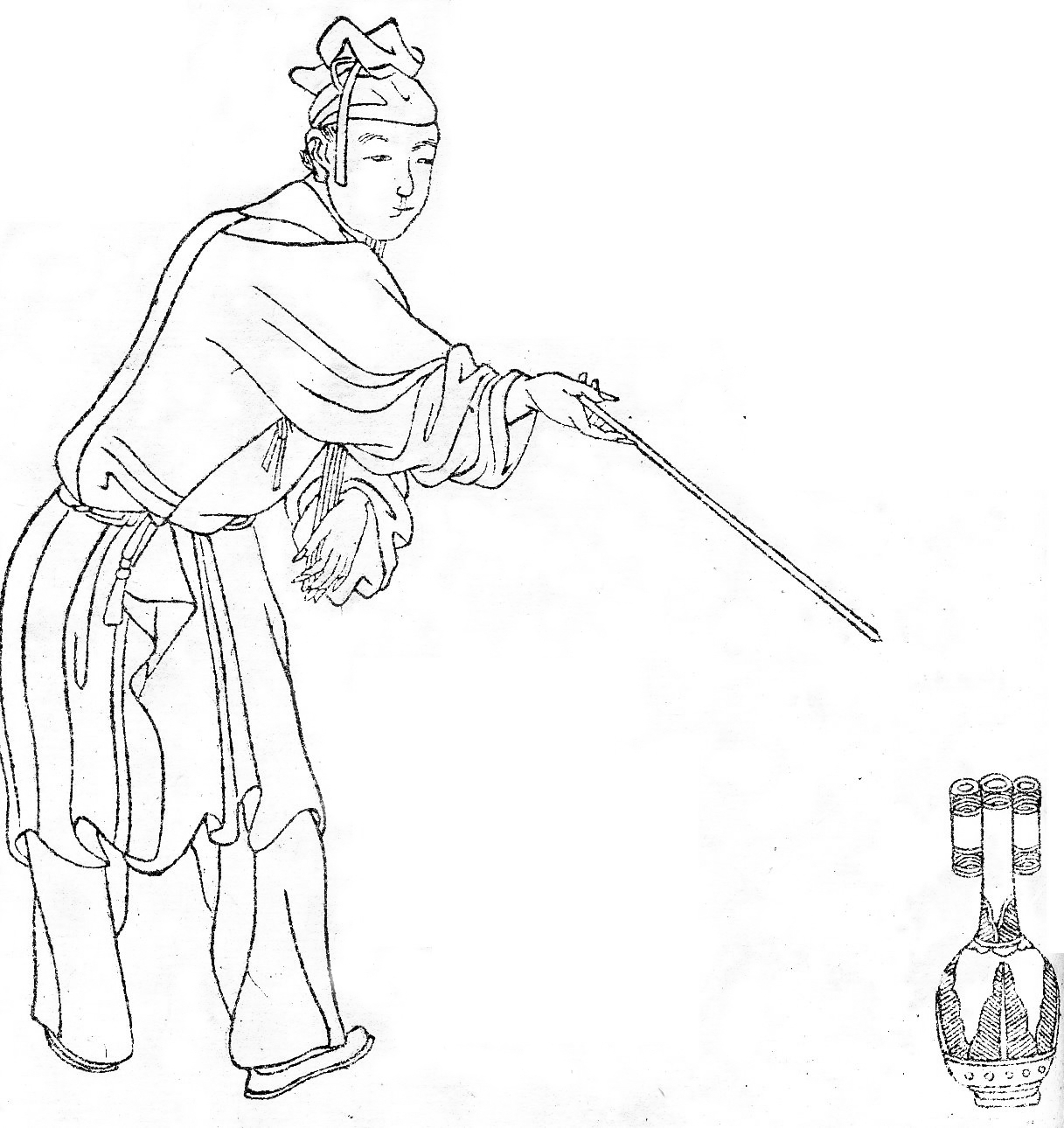
楊炯・『晩笑堂竹荘畫傳』より

楊 炯（よう けい、生年不詳 - 692年）は、中国の唐代初期の詩人。王勃・盧照鄰・駱賓王とともに「初唐の四傑」と称せられる。

## 略伝
華州華陰県の出身。祖父は楊虔安（楊善会の弟）。
幼時から慧敏でよく文章を作り、661年に神童に挙げられ校書郎を授けられた。681年、崇文館学士になった。
則天武后の時代に梓州司法参軍に左遷されて、のち盈川県の県令となった。著に『盈川集』がある。

## 漢詩
| 従軍行     |                        |
| 烽火照西京 | 烽火は西京を照らし     |
| 心中自不平 | 心中 自ら平らかならず  |
| 牙璋辞鳳闕 | 牙璋 鳳闕を辞し        |
| 鉄騎繞竜城 | 鉄騎竜城を繞（めぐ）る |
| 雪暗凋旗画 | 雪暗くして旗画は凋し   |
| 風多雑鼓声 | 風多くして鼓声みだる   |
| 寧為百夫長 | 寧ろ百夫の長たらん     |
| 勝作一書生 | 一書生となるに勝れり   |

| 夜送趙縦   |                        |
| 趙氏連城璧 | 趙氏連城の璧           |
| 由来天下伝 | 由来天下に伝う         |
| 送君還旧府 | 君が旧府に還るを送れば |
| 明月満前川 | 明月は前川に満つ       |